# Golfe de Kerme
Le golfe de Kerme  (en turc : Kerme Körfezi) ou golfe de Gökova (en turc : Gökova Körfezi) est un golfe de la mer Égée situé entre les péninsules où se situent les villes de Bodrum et de Datça, dans le sud-ouest de la Turquie.